# Gran Premio motociclistico d'Italia 1999
Il Gran Premio motociclistico d'Italia 1999 corso il 6 giugno, è stato il quinto Gran Premio della stagione 1999 del motomondiale e ha visto vincere la Honda di Àlex Crivillé nella classe 500, Valentino Rossi nella classe 250 e Roberto Locatelli nella classe 125.

## Classe 500

### Arrivati al traguardo
| Pos | Nº | Pilota              | Squadra                   | Motocicletta | Giri | Tempo     | Griglia | Punti |
| --- | -- | ------------------- | ------------------------- | ------------ | ---- | --------- | ------- | ----- |
| 1   | 3  | Àlex Crivillé       | Repsol Honda              | Honda        | 23   | 44:05.522 | 2       | 25    |
| 2   | 2  | Max Biaggi          | Marlboro Yamaha           | Yamaha       | 23   | +0.283    | 13      | 20    |
| 3   | 8  | Tadayuki Okada      | Repsol Honda              | Honda        | 23   | +6.052    | 7       | 16    |
| 4   | 31 | Tetsuya Harada      | Aprilia Grand Prix Racing | Aprilia      | 23   | +6.849    | 1       | 13    |
| 5   | 10 | Kenny Roberts Jr    | Suzuki Grand Prix         | Suzuki       | 23   | +12.674   | 3       | 11    |
| 6   | 15 | Sete Gibernau       | Repsol Honda              | Honda        | 23   | +12.714   | 12      | 10    |
| 7   | 4  | Carlos Checa        | Marlboro Yamaha           | Yamaha       | 23   | +21.341   | 9       | 9     |
| 8   | 19 | John Kocinski       | Kanemoto Honda            | Honda        | 23   | +29.800   | 4       | 8     |
| 9   | 14 | Juan Bautista Borja | MoviStar Honda Pons       | Honda        | 23   | +29.801   | 8       | 7     |
| 10  | 7  | Luca Cadalora       | Biland GP1                | MuZ-Weber    | 23   | +46.742   | 6       | 6     |
| 11  | 26 | Haruchika Aoki      | F.C.C. TSR                | TSR-Honda    | 23   | +1:07.293 | 17      | 5     |
| 12  | 11 | Simon Crafar        | Red Bull Yamaha WCM       | Yamaha       | 23   | +1:14.550 | 19      | 4     |
| 13  | 22 | Sébastien Gimbert   | Tecmas Honda Elf          | Honda        | 23   | +1:20.353 | 18      | 3     |
| 14  | 69 | James Whitham       | Proton KR Modenas         | Modenas KR3  | 23   | +1:27.761 | 16      | 2     |
| 15  | 18 | Markus Ober         | Dee Cee Jeans Racing      | Honda        | 23   | +1:45.918 | 20      | 1     |

### Ritirati
| Nº | Pilota                   | Squadra                 | Motocicletta | Giri | Griglia |
| -- | ------------------------ | ----------------------- | ------------ | ---- | ------- |
| 55 | Régis Laconi             | Red Bull Yamaha WCM     | Yamaha       | 17   | 10      |
| 12 | Jean-Michel Bayle        | Proton KR Modenas       | Modenas KR3  | 7    | 15      |
| 17 | Jurgen van den Goorbergh | Biland GP1              | MuZ-Weber    | 6    | 11      |
| 21 | Michael Rutter           | Millar Honda            | Honda        | 3    | 22      |
| 5  | Alex Barros              | MoviStar Honda Pons     | Honda        | 1    | 14      |
| 25 | José Luis Cardoso        | Maxon TSR               | TSR-Honda    | 1    | 21      |
| 43 | Paolo Tessari            | Team Paton              | Paton        | 0    | 23      |
| 6  | Norick Abe               | Antena 3 Yamaha-D'Antin | Yamaha       | 0    | 5       |

### Non qualificato
| Nº | Pilota      | Moto |
| -- | ----------- | ---- |
| 68 | Mark Willis | BSL  |

## Classe 250

### Arrivati al traguardo
| Pos | Nº | Pilota            | Squadra                    | Motocicletta | Giri | Tempo     | Griglia | Punti |
| --- | -- | ----------------- | -------------------------- | ------------ | ---- | --------- | ------- | ----- |
| 1   | 46 | Valentino Rossi   | Aprilia Grand Prix Racing  | Aprilia      | 21   | 40:52.837 | 6       | 25    |
| 2   | 6  | Ralf Waldmann     | Aprilia Germany            | Aprilia      | 21   | +2.643    | 4       | 20    |
| 3   | 4  | Tōru Ukawa        | Shell Advance Honda        | Honda        | 21   | +2.684    | 9       | 16    |
| 4   | 9  | Jeremy McWilliams | QUB Team Optimum           | Aprilia      | 21   | +11.333   | 7       | 13    |
| 5   | 56 | Shin'ya Nakano    | Chesterfield Yamaha Tech 3 | Yamaha       | 21   | +11.684   | 5       | 11    |
| 6   | 21 | Franco Battaini   | FGF Battaini Racing        | Aprilia      | 21   | +12.447   | 3       | 10    |
| 7   | 24 | Jason Vincent     | Padgetts HRC Shop          | Honda        | 21   | +21.184   | 11      | 9     |
| 8   | 7  | Stefano Perugini  | Fila Watches Honda         | Honda        | 21   | +21.721   | 12      | 8     |
| 9   | 12 | Sebastián Porto   | Semprucci Biesse-Group     | Yamaha       | 21   | +40.911   | 13      | 7     |
| 10  | 37 | Luca Boscoscuro   | Polini                     | TSR-Honda    | 21   | +45.815   | 16      | 6     |
| 11  | 36 | Masaki Tokudome   | Dee Cee Jeans Racing       | TSR-Honda    | 21   | +53.891   | 18      | 5     |
| 12  | 16 | Johan Stigefelt   | Edo Racing                 | Yamaha       | 21   | +54.066   | 17      | 4     |
| 13  | 11 | Tomomi Manako     | Yamaha Kurz Aral           | Yamaha       | 21   | +54.096   | 22      | 3     |
| 14  | 23 | Julien Allemand   | Tecmas Honda Elf           | TSR-Honda    | 21   | +1:18.330 | 24      | 2     |
| 15  | 15 | David García      | Antena 3 Yamaha-D'Antin    | Yamaha       | 21   | +1:21.272 | 19      | 1     |
| 16  | 66 | Alex Hofmann      | Racing Factory             | TSR-Honda    | 21   | +1:27.000 | 14      |       |
| 17  | 10 | Fonsi Nieto       | Antena 3 Yamaha-D'Antin    | Yamaha       | 21   | +1:33.576 | 25      |       |
| 18  | 55 | Filippo Cotti     | Yamaha Kurz Aral           | Yamaha       | 21   | +1:33.644 | 23      |       |
| 19  | 58 | Matias Rios       | PR2 Mitsubishi             | Aprilia      | 20   | +1 giro   | 28      |       |

### Ritirati
| Nº | Pilota            | Squadra                    | Motocicletta | Giri | Griglia |
| -- | ----------------- | -------------------------- | ------------ | ---- | ------- |
| 44 | Roberto Rolfo     | Vasco Rossi Racing         | Aprilia      | 10   | 8       |
| 14 | Anthony West      | Shell Advance Honda        | TSR-Honda    | 10   | 21      |
| 41 | Jarno Janssen     | Rizla Honda                | TSR-Honda    | 9    | 20      |
| 27 | Rob Filart        | Rizla Honda                | Honda        | 3    | 26      |
| 48 | Ivan Clementi     | Campetella Racing          | Aprilia      | 3    | 15      |
| 31 | Toshihiko Honma   | Chesterfield Yamaha Tech 3 | Yamaha       | 0    | 10      |
| 34 | Marcellino Lucchi | Docshop Racing             | Aprilia      | 0    | 1       |
| 47 | Ivan Mengozzi     | Edo Racing                 | Yamaha       | 0    | 27      |

### Squalificato
| Nº | Pilota          | Squadra               | Motocicletta | Griglia |
| -- | --------------- | --------------------- | ------------ | ------- |
| 1  | Loris Capirossi | Elf Axo Honda Gresini | Honda        | 2       |

## Classe 125

### Arrivati al traguardo
| Pos | Nº | Pilota               | Squadra                | Motocicletta | Giri | Tempo     | Griglia | Punti |
| --- | -- | -------------------- | ---------------------- | ------------ | ---- | --------- | ------- | ----- |
| 1   | 15 | Roberto Locatelli    | Vasco Rossi Racing     | Aprilia      | 20   | 40:52.672 | 1       | 25    |
| 2   | 13 | Marco Melandri       | Benetton Playlife      | Honda        | 20   | +0.271    | 5       | 20    |
| 3   | 6  | Noboru Ueda          | Givi Honda LCR         | Honda        | 20   | +0.295    | 4       | 16    |
| 4   | 16 | Simone Sanna         | Polini                 | Honda        | 20   | +0.343    | 6       | 13    |
| 5   | 21 | Arnaud Vincent       | C.C. Valencia          | Aprilia      | 20   | +0.442    | 7       | 11    |
| 6   | 7  | Emilio Alzamora      | Via Digital Team       | Honda        | 20   | +0.588    | 11      | 10    |
| 7   | 4  | Masao Azuma          | Benetton Playlife      | Honda        | 20   | +0.589    | 12      | 9     |
| 8   | 1  | Kazuto Sakata        | M.T.P. - Team Pileri   | Honda        | 20   | +1.193    | 13      | 8     |
| 9   | 5  | Lucio Cecchinello    | Givi Honda LCR         | Honda        | 20   | +1.260    | 3       | 7     |
| 10  | 23 | Gino Borsoi          | Semprucci Biesse-Group | Aprilia      | 20   | +1.338    | 10      | 6     |
| 11  | 32 | Mirko Giansanti      | Kappa Racing           | Aprilia      | 20   | +1.429    | 15      | 5     |
| 12  | 10 | Jerónimo Vidal       | C.C. Valencia          | Aprilia      | 20   | +2.269    | 8       | 4     |
| 13  | 54 | Manuel Poggiali      | Kappa Racing           | Aprilia      | 20   | +8.436    | 14      | 3     |
| 14  | 17 | Steve Jenkner        | Marlboro Team ADAC     | Aprilia      | 20   | +10.382   | 17      | 2     |
| 15  | 26 | Ivan Goi             | Matteoni Racing        | Honda        | 20   | +10.541   | 18      | 1     |
| 16  | 11 | Max Sabbatani        | Matteoni Racing        | Honda        | 20   | +10.695   | 16      |       |
| 17  | 29 | Ángel Nieto Jr       | Via Digital Team       | Honda        | 20   | +17.572   | 19      |       |
| 18  | 9  | Frédéric Petit       | Racing Moto Sport      | Aprilia      | 20   | +17.668   | 9       |       |
| 19  | 12 | Randy de Puniet      | Scrab Competition      | Aprilia      | 20   | +23.619   | 21      |       |
| 20  | 44 | Alessandro Brannetti | Future Strategies      | Aprilia      | 20   | +23.731   | 20      |       |
| 21  | 20 | Bernhard Absmeier    | Mayer-Rubatto Racing   | Aprilia      | 20   | +34.245   | 24      |       |
| 22  | 22 | Pablo Nieto          | Festina-Derbi          | Derbi        | 20   | +41.130   | 26      |       |
| 23  | 63 | Marco Petrini        | Team Italia            | Aprilia      | 20   | +42.373   | 22      |       |
| 24  | 64 | Gaspare Caffiero     | Ciarom-Ducci           | Aprilia      | 20   | +42.593   | 28      |       |
| 25  | 66 | Marco Tresoldi       | Bieffe Racing          | Honda        | 20   | +42.597   | 25      |       |

### Ritirati
| Nº | Pilota             | Squadra                  | Motocicletta | Giri | Griglia |
| -- | ------------------ | ------------------------ | ------------ | ---- | ------- |
| 18 | Reinhard Stolz     | Polini                   | Honda        | 19   | 23      |
| 62 | Riccardo Chiarello | Team Italia              | Aprilia      | 19   | 27      |
| 65 | Lorenzo Lanzi      | Campetella Racing        | Aprilia      | 9    | 29      |
| 8  | Gianluigi Scalvini | Inoxmacel Fontana Racing | Aprilia      | 4    | 2       |